# Píšova vila
Píšova vila je dům Václava Píši, ředitele centrály Záložního úvěrního ústavu v Hradci Králové. Vilu navrhl v roce 1906 architekt Vladimír Fultner a je situována na křižovatce ulic Střelecká a Nerudova v Hradci Králové.

## Historie
Plány Píšovy vily vytvořil architekt Vladimír Fultner v létě roku 1909, stavba pak byla realizována stavitelem Jindřichem Labouťkou a dokončena v červenci 1910.
Současná podoba domu není původní: již v roce 1919 zadal tehdejší majitel vily Bruno Ehrenfest staviteli Josefu Vyleťalovi zakázku na úpravu a rozšíření vily. Nejvýznamnější změnou byla úprava hlavního průčelí, kde vznikl vysoký zalomený štít.
V roce 1936 zamýšlela tehdejší majitelka Františka Kaprasová část vily zbourat a pozemek rozdělit na dvě parcely tak, aby mezi touto vilou a sousední vilou Karla Jandy vznikl prostor pro další zástavbu. Město ale tyto stavební a katastrální změny nepovolilo.
Od roku 1937 byl vlastníkem vily ing. Karel Snížek, viceředitel Škodových závodů v Hradci Králové, který dům získal ve špatném technickém stavu (poškozené části krovu, v důsledku toho zničené podlahy, dlažby apod.) a provedl rozsáhlou adaptaci objektu.

## Architektura
Architektura vily je poměrně strohá a je zřejmě inspirována tvorbou Josefa Olbricha (zejména jeho Svatební věží v Darmstadtu). Nejnápadnějším prvkem domu je schodišťová věž s mašinisticky tvarovanou kupolí připomínající kapotu automobilu. Fasáda věže pak střídá drásanou omítku a režné cihelné zdivo. Stylovým protipólem vertikální věže je obytná část domu s reprezentativní lodžií a mohutnou mansardovou střechou.
Centrálním prostorem domu je hala, která propojuje přízemí a první patro. Hala je osazena kazetovým stropem a je v ní umístěno dřevěné schodiště s geometrickým ornamentem, které se zachovalo až do 21. století.

## Galerie

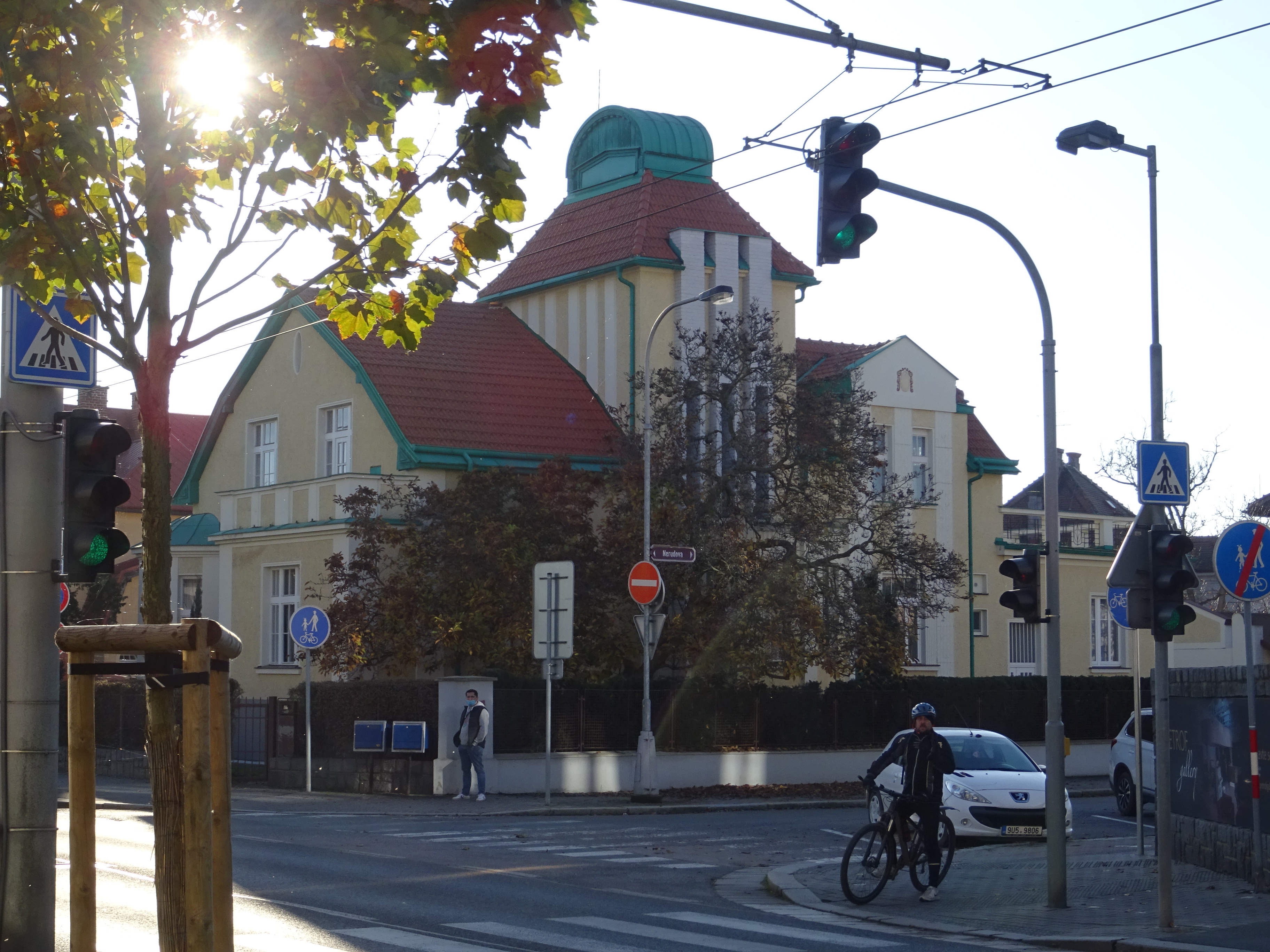
Celkový pohled, uprostřed schodišťová věž s kupolí
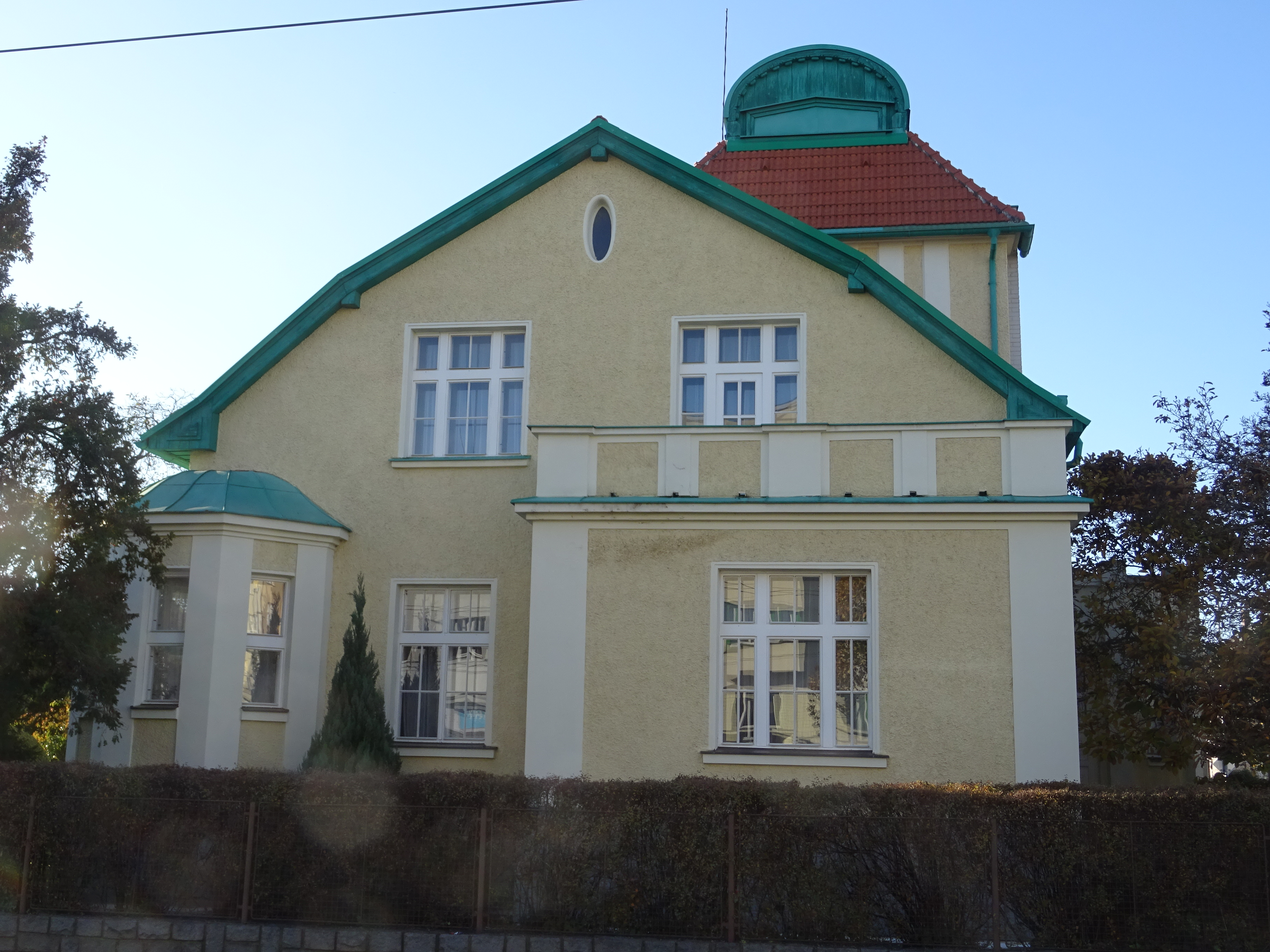
Fasáda do Střelecké ulice
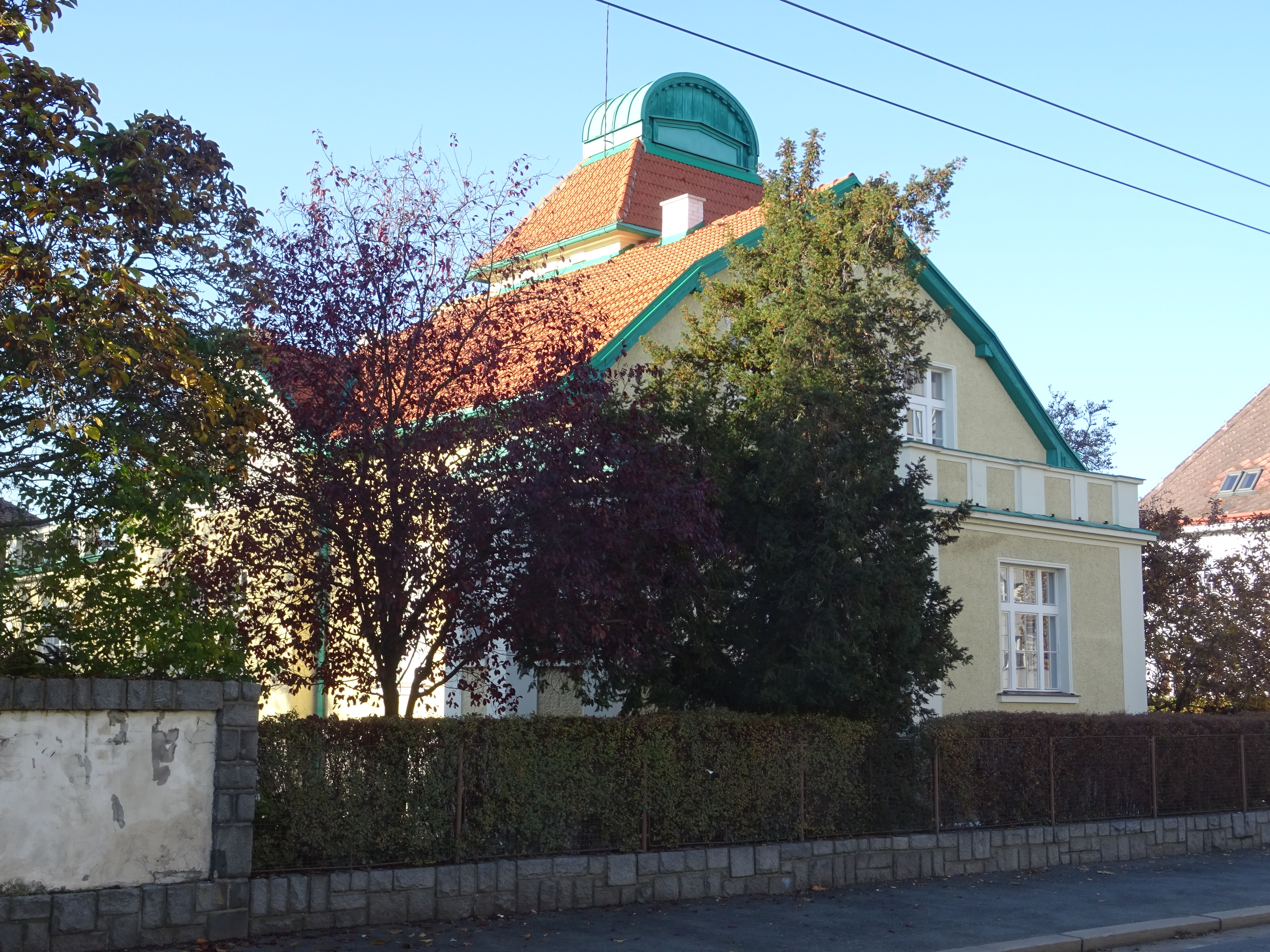
Celkový pohled